# 부여 조왕사 석탑
부여 조왕사 석탑(扶餘 朝王寺 石塔)은 충청남도 부여군 부여읍에 있다. 1995년 6월 1일 부여군의 향토문화유산 제13호로 지정되었다.

## 개요
1987년 7월 23년 폭우로 인하여 노출되어 발견되었다. 
고려시대 석불(금성산 석불좌상)이 현존한 사찰에서 발견된 석탑으로 역사적·학술적 가치가 있다.  

## 같이 보기
- 부여 금성산 석불좌상 - 충청남도 유형문화재 제23호